# ゲイル・セイヤーズ
ゲイル・セイヤーズ (Gale Eugene Sayers,1943年5月30日 - 2020年9月23日)は、カンザス州ウィチタ出身のアメリカンフットボールの元選手である。1965年から1971年までNFLのシカゴ・ベアーズに所属した。7年間の現役生活の内、怪我で実質的に5年という短い期間しか活躍できなかったが、捕まえるのが難しい俊敏性を有し、優れたランニングバック・リターナーの1人として知られている。
セイヤーズはカンザス大学でカレッジフットボールをプレーし、「カンザスの彗星」と呼ばれた。3年間でラン・レシーブ・リターンを合わせた総獲得ヤード4,020ヤードを記録し、オールアメリカに2回選出された。1965年のNFLドラフトでシカゴ・ベアーズから1巡目4位で指名を受け、NFL入りした。
1年目のシーズン、セイヤーズは1試合6タッチダウンを含む22タッチダウン、総獲得ヤードで2,272ヤードを記録し、ルーキー・オブ・ザ・イヤーに選ばれた。セイヤーズは入団後5年間、右膝を負傷した1968年シーズン終盤を除いて（翌シーズンにカムバック賞受賞）この活躍を続け、オールプロに5年とも選出された。
6年目のシーズンとなった1970年シーズンの開幕前、前回の怪我と逆の左膝を負傷すると2シーズンの間、ほとんどプレーすることはできず、引退した。
1977年、34歳でNFL殿堂入り。34歳での殿堂入りは史上最年少である。実働期間が5年間と短期であったが、75周年記念チーム、100周年記念チームでのいずれにおいても選出されている。
また、1970年に癌により死亡したベアーズの同僚ブライアン・ピッコロとの友情を描いた自伝は、ABCのテレビ映画「ブライアンズ・ソング」の原作となった。